# Alvania precipitata
Alvania precipitata är en snäckart som först beskrevs av Dall 1889.  Alvania precipitata ingår i släktet Alvania och familjen Rissoidae. Inga underarter finns listade i Catalogue of Life.